# 鋼鐵騎士
《鋼鐵騎士》（日语：アイアンナイト）是日本漫畫家屋宜知宏創作的黑暗奇幻少年漫畫。從《週刊少年Jump》2014年1號連載到18號，臺灣《寶島少年》從2014年11期連載到31期。雜誌連載全16回，而單行本第3卷中另外收錄了新加筆47頁的最終回。
作品前身為2012年參與金未來杯的短篇《哥布林騎士》（日语：ゴブリンナイト），以及在《JumpVS》上刊登的短篇版本《鋼鐵騎士》。
負責編輯為小野寺。

## 故事大綱
丑鎮鐵兵原先只是個正義感強烈的小學生，與青梅竹馬的女孩姬神翼是一對兩小無猜。某日，世界發生異變，一部份的人類化為了醜惡的生命體「哥布林」並肆無忌憚破壞街道，令人類文明一夕間崩潰。鐵兵親眼目睹原先居住的城鎮被哥布林摧毀殆盡，並驚恐地察覺自己的身體也變成了哥布林。然而，他仍維持著人類的自我，故他發誓要用這股力量守護大家、成為人類的「鋼鐵騎士」。
然而變成了哥布林的鐵兵卻受到人類倖存者的恐懼與排擠，就連熟識的小學朋友也把他當成怪物。接著，他與另一名擁有理智的兔型哥布林少女小雪合作，擊倒了襲擊倖存者的哥布林，並成功獲取人們的信任。隨後，鐵兵與小雪護送倖存者抵達國防軍（原自衛隊）基地，更與失蹤的姬神翼重逢，但卻發現她像是失了魂般，即使跟她說話也不會有任何反應。
之後經過了一年，鐵兵作為鋼鐵騎士持續守護著人類，並深受倖存者的信任。這時卻出現了集團行動且具有理智的邪惡哥布林，領頭的哥布林天地善次郎具有「不死」的強悍力量，而居民卻因為過於信任鐵兵而不願逃跑，鐵兵只好裝作失控、破壞城鎮以嚇跑居民。即使如此鐵兵仍不敵善次郎，被對方擊敗並捕獲。而一直認為是同伴的小雪也向他自白，實際上小雪是以哺乳類為基底、奪取姬神翼的魂魄後才得以化為人形的人造哥布林，而她唯一的目的便是殺死持有原初之火的特別哥布林－－鐵兵。
得知真相的鐵兵暴走並殺害了小雪，但被鐵兵的火焰融化的小雪卻自願堵住了鐵兵的傷口，化為鐵兵的一部分。對小雪而言，持續奮戰的鐵兵一直是她心目中的英雄。鐵兵最終與善次郎同歸於盡，他操縱堆積成山的鐵與土壤、將兩人永遠活埋。於此同時，某處的姬神翼恢復了意識。
無數年後，孩子們述說著「鋼鐵騎士」的古老傳說。傳說中，山頂上的雕像和公主是一對戀人，雕像會在短暫的時間內變回人類，兩人度過了一段快樂的時光。雖然作為人類的公主很快便死去了，但雕像的騎士至今仍在山頂守護著這座城鎮。

## 用語
哥布林
由懷有惡意的人類變化而成的醜惡生命體，持有強悍的戰鬥能力，大多數都會失去理智。
包含鐵兵、小雪、天地善次郎等人在內，少數哥布林能夠維持自我，並在日常生活中重新變回人類的身軀。
勾玉町
本作主要的故事舞臺，鐵兵原先居住的城鎮，在異變之夜被天地善次郎率領的大量哥布林破壞為廢墟。之後倖存者在鐵兵的守護下重建城鎮並在此生活。

## 單行本收錄短篇
《IRON CURTAIN》
收錄於《鋼鐵騎士》1卷，屋宜的出道作品，描寫被鐵幕分隔為東西兩邊的世界。
曾獲得第81回（2011年上半期）手塚獎準入選，刊登於《少年Jump NEXT!》2012 WINTER。
《哥布林騎士》
收錄於《鋼鐵騎士》2卷，哥布林少年牛火鎮守護城鎮的故事。
曾參與第8屆金未來杯，並刊登於《週刊少年Jump》2012年35號。
《鋼鐵騎士》
收錄於《鋼鐵騎士》3卷，本作的短篇版本，哥布林少年丑鎮鐵兵的故事。
刊登於《JumpVS》。

## 出版書籍
| 卷數 | 集英社      | 集英社       | 集英社                 | 東立出版社  | 東立出版社     | 東立出版社             |
| 卷數 | 副標題      | 發售日期     | ISBN                   | 副標題      | 發售日期       | ISBN                   |
| ---- | ----------- | ------------ | ---------------------- | ----------- | -------------- | ---------------------- |
| 1    | RISE        | 2014年4月4日 | ISBN 978-4-08-880061-5 | RISE        | 2015年3月2日   | ISBN 978-986-365-517-6 |
| 2    | Iron Fire!! | 2014年6月4日 | ISBN 978-4-08-880097-4 | Iron Fire!! | 2015年10月13日 | ISBN 978-986-365-518-3 |
| 3    | CHAOS       | 2014年8月4日 | ISBN 978-4-08-880155-1 | CHAOS       | 2015年11月10日 | ISBN 978-986-365-519-0 |

## 其他
在第2話的彩頁中，主角丑鎮鐵兵拿著以《戀愛的丘比特 燒野原塵》（2013年43號－2014年12號連載）為封面的《週刊少年Jump》。該作者長谷川智廣為屋宜知宏的同期，兩人曾在同一位老師底下擔任助手，也都參與了第8屆金未來杯。

## 外部連結
- 『アイアンナイト』 - 集英社《週刊少年Jump》官方網站 （页面存档备份，存于）（日語）